# Maria de Berry
Maria de Berry (em francês:  Marie de Berry; Berry, c. 1370 ou 1375 – Lyon, Junho ou Agosto de 1434) foi uma nobre francesa. Ela foi suo jure duquesa da Auvérnia e condessa de Montpensier de 1416 a 1434. Ela foi casada três vezes, e agiu como administradora do Ducado de Bourbon para o terceiro marido, João I, após ele ter sido feito prisioneiro na Inglaterra como consequência da vitória dos ingleses contra os franceses durante a Batalha de Azincourt, em 1415. Maria serviu como regente até 1427, quando o filho primogênito passou a governar.

## Família
Maria foi a filha do duque João de Berry, da Casa de Valois, e de sua primeira esposa, Joana de Armagnac.
Os seus avós paternos eram o rei João II de França e Bona de Luxemburgo, sua primeira esposa. Os seus avós paternos eram o conde João I de Armagnac e Beatriz de Clermont, senhora de Charolais, sua segunda esposa.
Ela teve quatro irmãos, e uma irmã: Carlos, conde de Montpensier, casado com Maria de Sully, e Luís, sendo que ambos morreram jovens, além de João, conde de Montpensier, cuja primeira esposa foi Catarina de França, e, depois de sua morte, casou-se com Ana de Bourbon. Sua única irmã foi Bona, que foi primeiro casada com Amadeu VII, Conde de Saboia, e depois com Bernardo VII, Conde de Armagnac,.

## Biografia

### Primeiro casamento
Em 29 de março de 1386, na Catedral de Bourges, Maria, que tinha entre 11 a 16 anos de idade, casou-se com Luís III de Châtillon, o filho e herdeiro do conde Guido II de Blois e de Maria de Namur. O duque de Berry deu a filha um dote de 70.000 francos, além do condado de Dunois para o genro. As festividades de casamento são descritas nas crônicas de Jean Froissart.
O casamento não durou muito, pois Luís faleceu em 15 de julho de 1391. Eles não tiveram filhos.

### Segundo casamento
Em 27 de janeiro de 1393, em Paris, foi assinado um contrato de casamento entre Maria e Filipe de Artésia, Conde d'Eu, filho de João de Artésia, Conde d'Eu e de Isabel de Melun. No mês seguinte, os dois se casaram no Palácio do Louvre, em Paris. A festa foi paga pelo rei Carlos VI de França, enquanto que o pai da noiva, novamente, deu um dote de 70.000 francos. O casal teve dois filhos, dois meninos e duas meninas.

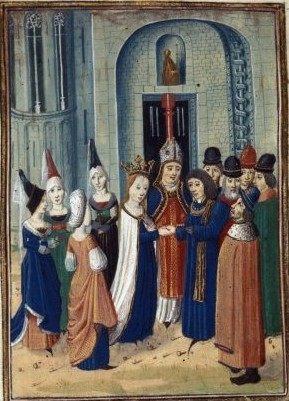
Miniatura do casamento de Maria e Filipe por autor desconhecido, presente nas Crônicas de Jean Froissart, c. 1470 a 1472.

O rei tinha nomeado Filipe Condestável da França em 1392. Mais tarde, o conde partiu para a Cruzada e lutou ao lado de seu amigo, Jean II Le Maingre, Marechal de França, na Batalha de Nicópolis, em 25 de setembro de 1396, que resultou na vitória do Império Otomano. Os dois foram capturados, e Filipe foi mantido preso na cidade de Micalizo (hoje Mihalıççık, na Turquia), onde veio a falecer em 16 de junho de 1397.
O corpo do conde foi trazido para a cidade de Eu, e, a condessa viúva fazia uma doação anual de £100, para a Igreja Colegial de Nossa Senhora e São Lourenço para que uma missa fosse ali celebrada, todo ano, no dia 17 de junho, em memória do falecido. Além do marido, Maria também logo perdeu o filho, Filipe, em 23 de dezembro daquele mesmo ano.
Junto a sua cunhada viúva, Joana de Thouars, Maria foi indicada como guardiã de seus três filhos sobreviventes: Carlos, Bona, e Catarina. Carlos sucedeu ao pai como conde d'Eu, porém, suas rendas foram gerenciadas até a sua maioridade pela mãe, avô materno e o tio da mãe, Filipe II da Borgonha.

### Terceiro casamento
O seu último casamento foi com o então conde de Clermont-en-Beauvaisis, João, filho do duque Luís II de Bourbon e de Ana de Forez, suo jure condessa da Auvérnia. Após negociações complexas, o contrato foi assinado em 27 de maio de 1400, e o casamento ocorreu em 21 de junho de 1401, no Palácio do Rei, onde hoje fica o Conciergerie.

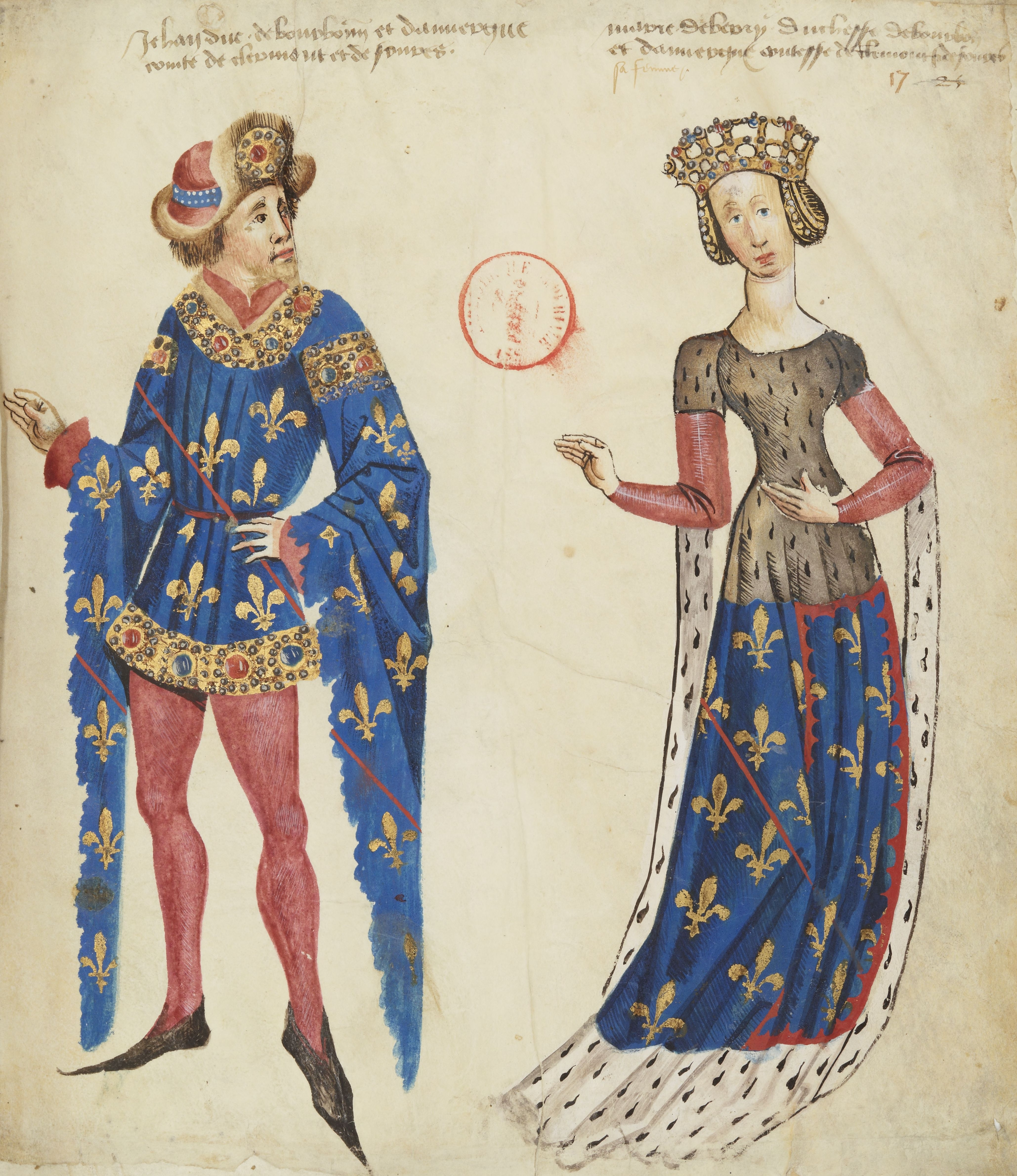
Maria e João, c. 1450, por Guillaume Revel, no manuscrito Armorial d'Auvergne.

As negociações complicadas que envolveram esse último casamento deve-se ao fato de que todos os irmãos de Maria morreram antes de 1400, e, portanto, ela e Bona, sua irmã, deveriam ser as herdeiras dos títulos do pai, o que exigia consentimento real. 
Em 1405, João tornou-se conde de L'Isle-Jourdain. Ele foi nomeado Grande Camareiro da França em 18 de março de 1408, hoje no lugar do Conciergerie.  e sucedeu ao pai no ducado em 19 de agosto de 1410, e, também, ao condado de Forez, como sucessor da mãe. O pai de Maria tinha convencido o rei Carlos VI a não lutar na Batalha de Azincourt, que aconteceu em 25 de outubro de 1415, porém, o duque de Bourbon foi lutar, e acabou sendo capturado, o que resultou em sua prisão vitalícia pelos ingleses. Com João, a duquesa teve três filhos.
João de Berry morreu em 15 de junho de 1416, e Maria sucedeu aos seus títulos. Porém, somente em 26 de abril de 1418, Maria foi nomeada duquesa da Auvérnia e condessa de Montpensier em direito próprio, o que foi confirmado em 1425. Em 17 de janeiro de 1421, o duque de Bourbon apontou-a como administradora de todos os seus territórios, enquanto ainda estava preso. O duque faleceu em 5 de janeiro de 1434, numa prisão de Londres, embora o seu corpo tenha sido enterrado em terras francesas, no Priorado de Souvigny.
Maria selecionou cerca de 40 manuscritos dentre a coleção do pai após sua morte, pois ele ainda devia a ela os 70.000 francos do dote de seu segundo casamento.
Em 1422, a duquesa fundou um mosteiro em Aigueperse na presença da santa Coleta de Corbie, e de seu filho, Carlos de Bourbon. Em 1427, ela entregou ao filho a administração do ducado de Bourbon.
Cristina de Pisano dedicou a duquesa a sua obra Epistre de la Prison de Vie Humaine (" Epístola da Prisão da Vida Humana").
Maria faleceu em junho ou agosto de 1434, na cidade de Lyon, quando tinha entre 59 a 64 anos de idade; ela estava a caminho de uma visita às suas terras em Beaujeu. A duquesa foi enterrada no mesmo local que o marido, no Priorado de Souvigny.

## Manuscritos

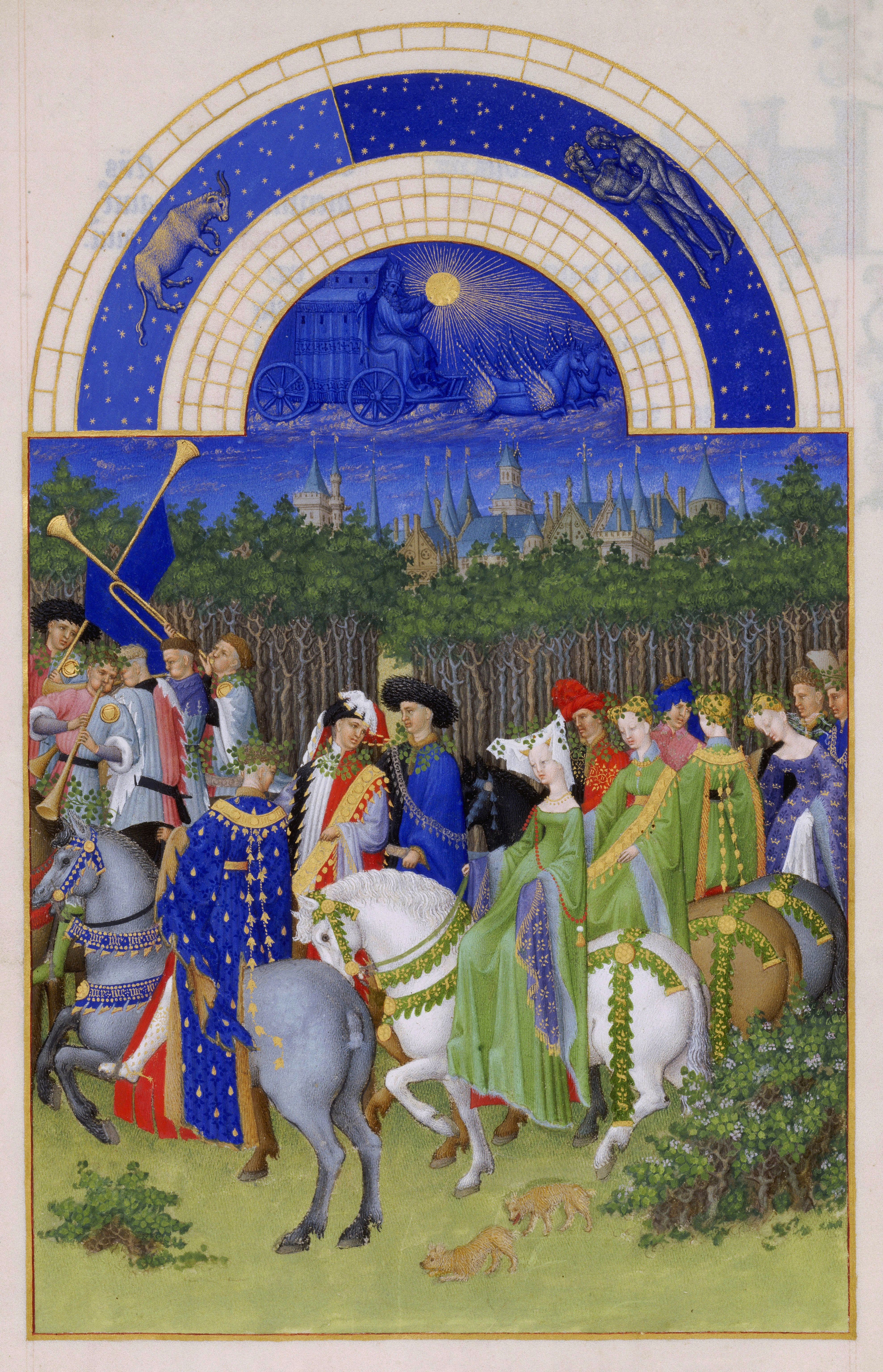
A ilustração do mês de maio na qual Maria, provavelmente, está presente; autoria dos Irmãos Limbourg, hoje localizada no Museu Condé, em Paris.

Maria provavelmente aparece em uma, ou, possivelmente, em duas minaturas no manuscrito encomendado pelo pai intitulado de Les très riches heures du duc de Berry ("As riquíssimas horas do duque de Berry"). Na ilustração do mês de abril, os homens e mulheres nobres em primeiro plano, estão reunidos ao redor de um casal que concorda em se casar. Segundo a autora Patricia Stirnemann, em referência à Saint-Jean Budin, a cena, embora não tenha sido pintada até 1410, representa o casamento de Maria e João, em 1401. No entanto, de acordo com Raymond Cazelles, o casal é composto pela sobrinha de Maria, Bona de Armagnac e Carlos, Duque de Orleães, que se casaram em 1411. Uma celebração do Dia de Maio acontece no primeiro plano, na ilustração do mês de maio. Detalhes na obra parecem confirmar que a Casa de Bourbon está representada ali.
Tanto Stirnemman quando Cazelles concordam que a mulher vista no primeiro plano, em cima de um cavalo branco e usando uma enorme grinalda, é Maria, na ocasião de seu terceiro casamento, em 21 de junho de 1401. No entanto, os autores não concordam sobre quais dos homens era o noivo, João de Bourbon. Quanto aos prédios ao fundo, G. Papertiant sugere que eles são o Grand Châtelet de Paris, o Conciergerie  (então o Palácio do Rei) e a Torre do Relógio.
Um manuscrito feito para o uso da duquesa de Auvérnia, e presenteado a ela, em 1406, hoje está presente na coleção da Biblioteca Nacional da França. É uma coleção curta de obras devocionais cristãs que começa com Stimulus amoris de Boaventura, traduzido para o francês por Simon de Courcy com o nome de Traitieé de l'esguillon d'amour divine. Ele inclui uma miniatura de Maria e de sua filha, Bona, com cerca de 10 anos, ajoelhadas rezando perante a Virgem Maria.

## Descendência

### Do segundo marido
- Filipe (m. 23 de dezembro de 1397);
- Carlos de Artésia, Conde d'Eu (1394 – 25 de julho de 1471) [19]sucessor do pai. Foi capturado em Azincourt, e mantido prisioneiro na Inglaterra até 1418, quanto foi trocado pelo Conde de Somerset. Foi Tenente-General do Rei na Normandia, e depois Governador de Paris, em 1465. Em 1446, ficou noivo de Maria de Vienne, porém, o noivado foi rompido no ano seguinte. Casou-se, então, com Joana de Saveuse. Após a morte dela, casou com Helena de Melun. Não teve descendência legítima de nenhuma das esposas, mas é possível que tenha tido um filho ilegítimo com sua amante, Luísa de Hénin-Liétard, que era Carlos, marido de Inês de Namur. Assim sendo, o conde foi o último membro masculino legítimo da Casa de Artésia, um ramo cadete da dinastia capetiana;
- Bona (1395/96 – 17 de setembro de 1425), foi primeiro casada com o conde Filipe II de Nevers, com quem teve dois filhos. Após a morte do marido em Azincourt, ela casou com o duque Filipe III da Borgonha, como sua segunda esposa, mas a união não gerou descendência, e Bona faleceu no parto;
- Catarina (1397 – antes de 3 de setembro de 1420), foi a primeira esposa de João de Bourbon, senhor de Carency, mas não teve filhos.

### Do terceiro marido
- Carlos I, Duque de Bourbon (1401 – 4 de dezembro de 1456), conde de Clermont, e mais tarde sucessor do pai. Foi casado com Inês da Borgonha, com quem teve onze filhos;
- Luís (após 24 de janeiro de 1409 – 1412);
- Luís I, Conde de Montpensier (após 1412 – maio de 1486)[20] foi investido como conde de Montpensier e senhor de Combrailles pelo pai, em 1426. Foi primeiro casado com Joana, Delfina da Auvérnia, mas não teve filhos. Após sua morte, Luís ficou com os títulos dela, e casou-se com Gabriela de La Tour, com quem teve quatro filhos.